# 總工會 (法國)
总工会（法語：Confédération générale du travail，缩写为CGT）是法国的全国性工会组织，于1895年在利摩日市成立。它是五大法国工会联合会中最先成立的。就劳资调解委员会的选票数量而言是规模最大的工会（2002年选举中占32.1%，2008年选举中占34.0%），而在会员数量方面则位居第二。
其会员人数在1995年—1996年减少至65万（在弗朗索瓦·密特朗1981年当选总统时曾翻倍增长），后回升至70—72万之间，略低于法国民主劳工联盟的人数。
总工会是以“劳工交易所”（Bourse de Travail，一个鼓励自学、互助，促进本土工人联合会互相交流的工人中央组织）的发展为蓝图。借由总罢工，工人可以控制产业与行政部门，自我管理社会并借由职业介绍所促进生产与消费。法国总工会在1906年通过亞眠憲章，成为革命工团主义的重要文件，赞成革命性的阶级斗争，反对议会制政府。法国总工会影响了全世界的劳工运动。其总书记莱昂·儒奥于1951年获得诺贝尔和平奖。
据历史学家米歇爾·德雷福（Michel Dreyfus）的观点，自20世纪90年代起，总工会的立场正逐渐改变，期间切断了与法国共产党的所有联系，转而支持更为温和的立场。自1995年总罢工以来，总工会特别关注私营部门的工会主义。